# Tirur
Tirur là một thành phố và khu đô thị của quận Malappuram thuộc bang Kerala, Ấn Độ.

## Địa lý
Tirur có vị trí 10°54′B 75°55′Đ / 10,9°B 75,92°Đ Nó có độ cao trung bình là 2 mét (6 feet).

## Nhân khẩu
Theo điều tra dân số năm 2001 của Ấn Độ, Tirur có dân số 53.650 người. Phái nam chiếm 48% tổng số dân và phái nữ chiếm 52%. Tirur có tỷ lệ 80% biết đọc biết viết, cao hơn tỷ lệ trung bình toàn quốc là 59,5%: tỷ lệ cho phái nam là 81%, và tỷ lệ cho phái nữ là 78%. Tại Tirur, 14% dân số nhỏ hơn 6 tuổi.